# Tectaria pteropus-minor
Tectaria pteropus-minor är en ormbunkeart som först beskrevs av Richard Henry Beddome, och fick sitt nu gällande namn av Fraser-jenkins. Tectaria pteropus-minor ingår i släktet Tectaria och familjen Tectariaceae. Inga underarter finns listade.